# Gallun
Gallun (in basso sorabo Gółyń o Gółuń) è una frazione della città tedesca di Mittenwalde, nel Brandeburgo.

## Storia
Gallun è un piccolo centro rurale di antica origine.
Il 26 ottobre 2003 il comune di Gallun fu aggregato alla città di Mittenwalde.